# V to dalёkoe leto...
V to dalёkoe leto... (В то далёкое лето…) è un film del 1974 diretto da Nikolaj Ivanovič Lebedev.

## Trama
Il film racconta l'impresa della partigiana di Leningrado Larisa Micheenko durante la seconda guerra mondiale. Alla ricerca di un giovane ufficiale dell'intelligence, i nazisti portarono sua nonna nell'ufficio del comandante. L'impavido pioniere, portando con sé una granata, venne lei stessa dai tedeschi ...